# Storia di un viaggio a Parigi
Storia di un viaggio a Parigi (異国迷路のクロワーゼ?, Ikoku meiro no kurowāze, lett. "Il crocevia di un labirinto straniero"), anche noto con il titolo internazionale in francese La Croisée dans un labyrinth étranger, è un manga scritto e disegnato da Hinata Takeda, incentrato sulle vicende di una bambina giapponese di nome Yune che si ritrova nella Parigi di fine diciannovesimo secolo.
Il manga è rimasto fermo al 2° volume per via della morte dell'autrice, avvenuta nel gennaio 2017 per cause non meglio specificate.

## Trama
La storia prende posto nella seconda metà del diciannovesimo secolo, quando la cultura giapponese iniziò ad assumere successo in occidente. Una giovane ragazza giapponese, Yune, accompagna un viaggiatore francese, Oscar, nel suo viaggio di ritorno in Francia ed offre di aiutarlo nel suo negozio a Parigi dove il giovane nipote, Claude, lavora il ferro. Claude, proprietario del negozio, accetta con riluttanza di prendersi cura di Yune che dopo avergli dimostrato la sua buona volontà riesce a far accettare la sua presenza al giovane; ed è così che inizia l'avventura della piccola giapponesina insieme al giovane francese, dove entrambi impareranno a capirsi e ad accettarsi nonostante abbiano davvero poco in comune.

## Media

### Manga
Il manga è stato scritto da Hinata Takeda e serializzato sulla rivista Dragon Age Pure edita da Fujimi Shobō dal 29 giugno 2006 per poi spostarsi successivamente su Monthly Dragon Age dal 9 giugno 2009. I capitoli sono stati poi raccolti in due volumi tankōbon usciti rispettivamente il 6 dicembre 2007 e il 5 giugno 2009. La serie è rimasta incompiuta per via della morte dell'autrice avvenuta nel gennaio 2017 per cause non meglio specificate.
In Italia il manga è stato pubblicato da Edizioni BD sotto l'etichetta J-Pop dal 1º marzo al 12 ottobre 2013, presentando gli unici due volumi usciti in Giappone.

#### Volumi
| Nº | Data di prima pubblicazione | Data di prima pubblicazione | Data di prima pubblicazione | Data di prima pubblicazione |
| Nº | Giapponese                  | Giapponese                  | Italiano                    | Italiano                    |
| -- | --------------------------- | --------------------------- | --------------------------- | --------------------------- |
| 1  | 6 dicembre 2007             | ISBN 978-4-04-712522-3      | 1º marzo 2013               | ISBN 978-88-6634-411-7      |
| 2  | 5 giugno 2009               | ISBN 978-4-04-712609-1      | 12 ottobre 2013             | ISBN 978-88-6634-630-2      |

### Anime
Alla fine del 2010 sul sito web ufficiale della rivista Monthly Dragon Age è stato annunciato che era in corso la produzione di un adattamento anime. La serie animata è stata prodotta dallo studio Satelight e trasmessa in Giappone dal 4 luglio al 19 settembre 2011. Un episodio bonus, il 4.5, è stato pubblicato sul servizio online ShowTime il 29 luglio 2011 e distribuito successivamente in Blu-ray Disc e DVD il 25 novembre dello stesso anno. La sigla di apertura è Sekai wa odoru yo, kimi to (世界は踊るよ、君と? lett. "Il mondo ballerà con te") di Youmou to Ohana. Le sigle di chiusura invece sono rispettivamente: Koko kara hajimaru monogatari (ここから始まる物語? lett. "La storia che inizia qui") di Nao Tōyama, Tooku kimi e (遠く君へ? lett. "Tu da molto lontano") di Megumi Nakajima (ep. 4.5) e Tomorrow's Smile (lett. "Il sorriso di domani") di A.m.u. (ep. 8). Nel corso degli episodi sono inoltre presenti alcune insert song: Miwatase ba (見渡せば? lett. "Se ti guardi intorno"), Sai ta Sakura (咲いたさくら? lett. "Il fiore di ciliegio che ha fiorito") e Takara mono (たからもの? lett. "Tesoro"); i primi due brani sono cantati da Nao Tōyama, mentre il terzo da Mamiko Noto in coppia con Tōyama. In Italia la serie è inedita.

#### Episodi
| Nº  | Titolo italiano (traduzione letterale) Giapponese 「Kanji」 - Francese - Rōmaji | In onda           | In onda |
| Nº  | Titolo italiano (traduzione letterale) Giapponese 「Kanji」 - Francese - Rōmaji | Giapponese        |         |
| 1   | Entrata 「入口 - Entrée」 - Iriguchi                                            | 4 luglio 2011     |         |
| 2   | Formaggio 「チーズ - Fromage」 - Chīzu                                          | 11 luglio 2011    |         |
| 3   | Labirinto giapponese 「日本迷宮 - Labyrinthe du japon」 - Nippon meikyū         | 18 luglio 2011    |         |
| 4   | Acqua e luci 「水明かり - Eau et lumiéres」 - Mizu akari                        | 25 luglio 2011    |         |
| 4.5 | Concerto 「音楽会 - Récital」 - Ongakukai                                       | 29 luglio 2011    |         |
| 5   | Bambino perduto 「迷子 - Perdus」 - Maigo                                       | 1º agosto 2011    |         |
| 6   | Crinolina 「鳥籠 - Crinoline」 - Kurinorin                                      | 8 agosto 2011     |         |
| 7   | Lucernario 「天窓 - Lucarne」 - Tenmado                                         | 15 agosto 2011    |         |
| 8   | Asilo nido 「子供部屋 - Chambre d'enfant」 - Kodomobeya                         | 22 agosto 2011    |         |
| 9   | Giardino segreto 「秘密 - Jardin secret」 - Himitsu                             | 29 agosto 2011    |         |
| 10  | Fantasmagoria 「魔術幻燈 - Fantasmagorie」 - Fantazumagorī                      | 5 settembre 2011  |         |
| 11  | Preghiera 「祈り - Prière」 - Inori                                             | 12 settembre 2011 |         |
| 12  | Gatti su un tetto 「屋根の上の猫 - Chats sur un toit」 - Yane no ue no neko     | 19 settembre 2011 |         |